# Jan van Beek
Johannes Petrus Maria van Beek, mais conhecido como Jan van Beek (Utrecht, 13 de novembro de 1925 - Haia, 2 de janeiro de 2011), foi um jornalista holandês, editor da revista Geassocieerde Pers Diensten. Jan foi condecorado com a Ordem de Orange-Nassau.